# Slender: The Arrival
Slender: The Arrival (с англ. — «Слендер: Прибытие») — компьютерная игра в жанре survival horror, вышедшая 26 марта 2013 года для Windows и Mac OS X.
Игра разработана канадской студией Blue Isle Studios совместно с Марком Хэдли, создателем Slender: The Eight Pages. Первоначально была издана самой студией на собственном сайте, некоторое время спустя, была издана Midnight City в сервисах цифровой дистрибуции Steam, PlayStation Store, Xbox Live Arcade, Nintendo eShop. Является переосмыслением и расширением концепции оригинальной игры.
Протагонист игры — девушка по имени Лорен. Играя за Лорен, игроку предстоит выяснить, что произошло с её подругой Кейт. Во время прохождения персонажа будет преследовать антагонист по имени Слендермен, представляющий собой тощее и безликое существо высокого роста с щупальцами из спины. Всё происходящее игрок видит через видеокамеру. В арсенале у Лорен присутствует только фонарик. Вся игра состоит из семи основных глав, двух дополнительных и секретного уровня.

## Игровой процесс
Геймплей заключается в исследовании локаций и достижении целей, указанных в меню паузы. Как и в Slender: The Eight Pages, игровой персонаж имеет при себе лишь фонарь и видеокамеру, что вынуждает его спасаться от Слендермена и других антагонистов бегством. Когда Слендермен попадает в поле зрения камеры, изображение искажается, и возникают помехи, что, в большинстве случаев, заставляет игрока бежать в случайном направлении. Если изображение искажено, то поставить игру на паузу будет невозможно.
В игре есть три уровня сложности — «лёгкий», «обычный» и «хардкор», доступ к которым открывается после первого прохождения игры. При игре на «хардкоре» антагонисты более агрессивны, фонарь может разрядиться, а задачи становятся сложнее: например, в третьей главе нужно искать не только генераторы, но и канистры с бензином для заправки.

## Сюжет

### Предыстория
У владельца дома около парка Оаксайд (англ. Oakside), Чарльза Мэтисона, во время семейного отдыха без вести пропадает сын, Чарли Мэтисон-младший. Через девять лет расследованием этого загадочного случая начинает заниматься некий CR. Он несколько раз пытается расспросить Чарльза о пропавшем сыне, но тот отказывается разговаривать. Позже в доме Мэтисона-старшего возникает пожар, и он погибает в подвале от удушья. Недалеко от сгоревшего имения строят новый дом, куда временно заселяется подруга CR Кейт вместе со своей матерью Бэт Хэйс.
CR приезжает на ферму Мэтисонов. Там он находит рисунки Чарли и записки Розы и Мэгги Мэтисон, датированные 1905-м годом. В них говорится о пропаже двух детей — Уолтера и Патриции. Роза и её бабушка Фрида уверены, что детей забрал некий демон, но другие члены семьи не верят им. Также на ферме была найдена фотография её владельцев, на заднем плане которой видна странная фигура. CR делится плодами своего расследования с Кейт, а при встрече признаётся ей в любви, но чувства оказываются безответными, и друзья детства на некоторое время перестают общаться.
После смерти матери Кейт продаёт дом. Тогда ей приходит письмо от CR, написанное на бумаге — старый друг делится воспоминаниями о том, как в детстве они «охотились на призраков» в лесу. В том же письме он рассказывает о галлюцинациях, которые, как оказалось, видела и Кейт. CR обращается к лечащему врачу, и тот предполагает, что причиной этих галлюцинаций может быть общий травматический опыт, возможно, пережитый в том самом лесу. В своём следующем письме CR пишет, что уже забыл о тех событиях, но постепенно начинает вспоминать их. Он считает, что лучшее решение проблемы — игнорировать галлюцинации, и советует Кейт пригласить в гости подругу Лорен, дабы та составила им компанию. Также в этом письме мужчина упоминает о странных неполадках в работе телефона и компьютера, которые вынудили его снова использовать ручку и бумагу.
Игнорирование галлюцинаций не срабатывает — ситуация выходит из-под контроля. Теперь CR слышит шёпот за окном по ночам. Посоветовавшись с врачом, друзья решают сходить в тот лес. Они разделяются, и CR испытывает паническую атаку. Очнувшись утром, он приходит обратно к дому Кейт и через окно видит его хозяйку, сидящую на диване за просмотром телевизора. Не сумев привлечь её внимание, он уходит, но позже пишет ей сообщение, желая узнать, всё ли в порядке. Также от него приходит странное письмо с приглашением полюбоваться лесом, вероятно, написанное по воле Тонкого человека. Не получив ответа, CR возвращается и находит Кейт в парке, с неработающей видеокамерой и восемью записками при себе, после чего доставляет её в больницу.
Спустя время CR, одержимый чувством, что за ним кто-то следит, заколачивает и сжигает свой дом. Он просит Кейт уехать подальше от парка, но незадолго до приезда Лорен, Слендермен проникает в её дом. В попытке спастись, она выпрыгивает из окна и бежит в лес, где Слендер настигает её и подчиняет своей воле.

### Глава 1. Пролог
Главная героиня Лорен едет навестить Кейт. Она оставляет машину недалеко от жилища подруги из-за упавшего на дорогу дерева и продолжает путь пешком. Наступает вечер, солнце полностью заходит к тому моменту, когда девушка добирается до дома. Внутри героиня обнаруживает беспорядок: мебель перевёрнута, окна и двери открыты, в большинстве комнат отсутствует свет, сотовая связь не работает. По дому, а также на заднем дворе разбросано несколько записок, в том числе открытка с фотографией матери Кейт и записка от CR, в которой говорится, что он переживает за девушку из-за её галлюцинаций. Лорен замечает на стенах много царапин и рисунков с изображением леса и странного человека в костюме, а после находит ключ и входит в комнату Кейт, где стены и пол покрыты листками с надписями и изображениями деревьев, радиовышки и Слендермена. На столе лежит записка, призывающая идти в лес; после её прочтения Лорен слышит протяжный женский крик (если записку не брать, то после выхода за ворота крик всё равно раздастся). Взяв бумаги и фонарик, она выходит через чёрный ход и идёт в лес.
В поздних версиях (начиная с 1.5) на выходе из дома Лорен находит генератор. После его активации впереди загораются прожекторы. Пройдя дальше, она натыкается на сгоревший дом. Внутри можно обнаружить костлявого полуголого человека; если к нему приблизиться, он ударит героиню и убежит. Далее игрок входит в небольшое здание, выход из которого ведёт в парк, но дверь закрыта. После поднятия лежащей на столе книги глава завершается.

### Глава 2. The Eight Pages (Восемь страниц)
Лорен исследует ближайший парк Оаксайд и находит записки, дающие подсказки в поисках Кейт. После этого игра становится похожа на предыдущую часть — игроку требуется найти восемь рисунков, расположенных на территории парка (на лёгком уровне сложности достаточно шести). Записки расположены в примечательных местах. Всего их девять, три из них (информационный центр, водонапорная башня и строительная площадка) постоянны и находятся в одной и той же точке при каждом перезапуске главы. В остальных шести точках могут находится биллборд с картой, джип, старая машина, радиовышка, биотуалет или палатка рядом с костром. Чем больше страниц собрано, тем тревожнее и громче звучит музыка и тем агрессивнее и навязчивее становится Слендермен. После выполнения задания начинается сюжетная катсцена, в которой героиня, пытаясь скрыться от своего преследователя, бежит по парку, прыгает в небольшой каньон и теряет сознание.

### Глава 3. Into the Abyss (В бездну)

Кейт под контролем Слендермена

Лорен просыпается в парке, недалеко от заброшенной шахты Куллмэн (англ. Kullman). После исследования небольшой долины она входит в тёмный туннель, ведущий внутрь шахты. Дальше Лорен находит страницу с газетной статьёй, где рассказывается о приобретении горной компанией прав на добычу минералов у парка Оаксайд и табличку с инструкцией по энергоснабжению лифта в экстренных ситуациях. Для полноценного питания лифта необходимо включить шесть генераторов.
После включения первого генератора героиню, помимо Слендермена, начинает преследовать фигура в белой толстовке — это одержимая антагонистом Кейт. Если она нападает на Лорен, то наносит ей серию ударов и ненадолго убегает. После нападения здоровье игрока постепенно восстанавливается. С помощью сфокусированного света фонаря можно ослепить Кейт, тогда она закроет глаза рукой и замрёт на месте. Как только игроку удаётся включить все шесть генераторов, Слендер и Кейт становятся очень агрессивными. Если у Лорен получится добраться до лифта и активировать его, она поднимается на вершину горного вала, тем самым завершая третью главу.

### Глава 4. Flashback (Взгляд в прошлое)
Выходя из шахты, Лорен наблюдает красивый пейзаж, после чего заходит в здание, где находит телевизор с видеомагнитофоном и две видеокассеты на столе рядом с ним. Одна из них не имеет подписи — вместо этого на ней нарисован Слендермен и деревья. Вторая кассета подписана как «Homestead». В более старых версиях игры, чем 2.0, одна из кассет уже вставлена в магнитофон.

### Глава 5. Memories (Воспоминания)
Кликнув по плюшевому медведю, которого можно найти в главе «Flashback», можно открыть доступ к дополнительной главе под названием «Memories». Её главным героем является маленький Чарли Мэтисон, который, собирая детали от игрушечного паровозика, уходит от отвлёкшихся родителей в лес, где попадается Слендермену.

### Глава 6. Escape (Побег)
На неподписанной кассете находится видеозапись, которая начинается с Кейт, маниакально пишущей записки о Слендермене. Она — главная героиня главы. Стараясь не пустить антагониста в свой дом, она закрывает восемь окон и дверей, но, потерпев неудачу, бежит к себе в комнату. Увидев там его, девушка в страхе выпрыгивает в окно. На этом запись заканчивается и игрок вновь оказывается перед телевизором в главе «Flashback».

### Глава 7. Homestead (Усадьба)
Протагонист главы — CR. На кассете с подписью записано его расследование на ферме. В поисках улик он заходит в часовню, где сразу же оказывается заперт. На полу лежат части куклы, при поднятии которых в церковь забегает гуманоидное существо, похожее на то, которое видела Лорен в сгоревшем доме. Убегая от него, CR роняет камеру, и в объективе видно, как существо гонится за ним. Он в спешке подбирает камеру и глава заканчивается.
Данная глава впервые была добавлена в версию игры для консолей.

### Глава 8. The Arrival (Прибытие)
Лорен спускается в небольшой туннель, чтобы попасть к радиовышке. На выходе она сталкивается с начавшимся лесным пожаром. По пути перед ней иногда падают и загораются деревья. При контакте с огнём игрок получает урон. Разъярённый Слендермен выпускает щупальца, пытаясь поймать Лорен.
Зайдя внутрь вышки и наткнувшись в итоге на тупик, героиня обнаруживает обгоревший труп CR и лежащую рядом с ним камеру. Камера воспроизводит аудиофайл, на которой слышен спор Кейт и CR — последний уговаривает подругу совершить самоубийство, так как, по его мнению, другого спасения от Слендермена нет. Кейт, не в состоянии сделать этого, убегает в страхе. Слышны крики CR. Звук прерывается, фонарик Лорен к тому времени садится. Затем пожар в тупиковой комнате резко затухает; из темноты, выломав дверь, выбегает тот самый костлявый человек, что был на ферме, и нападает на Лорен, после чего та теряет сознание.
Лорен приходит в себя в подвале сгоревшего дома Мэтисонов. Нападавший сидит на лестнице, блокируя проход. На страницах лежащего в подвале дневнике Чарльза написано, что он видел Чарли по ночам и слышал его голос; судя по нему, его сын испытывал сильные страдания. Не в силах терпеть этого, несчастный отец устроил пожар. Также становится ясно, что сидящий на лестнице человек, вероятно, и есть пропавший Чарли Мэтисон-младший (и именно с ним столкнулся CR в часовне) — на это указывает его связь с этим домом и фермой. Поднявшись наверх, Лорен находит плачущую Кейт, которая превращается в прокси и атакует её. В объективе камеры видны ноги главной героини, утаскиваемые в сторону. Камера окончательно садится, и игра заканчивается.
В ПК-версиях ниже 2.0 игра заканчивается сразу после прослушивания аудиозаписи в здании радиовышки. Также, в старых версиях есть расширенная концовка, которую можно увидеть после прохождения на уровне сложности «Хардкор»: в ней добавлена сцена, где камера падает вниз с радиовышки.

### Глава 9. Genesis (Происхождение)
После прохождения всех глав становится доступен дополнительный уровень, являющийся ремейком игры Slender: The Eight Pages. Игроку предстоит собрать все восемь записок. После сбора всех страниц появляется Слендермен и говорит: «У меня есть планы насчёт тебя, Кейт».

### Секретный уровень
Существует также секретный уровень (обозначенный в фанатском руководстве игры в Steam как «The Glitched Level»), в который можно попасть, если в главе «Пролог» игрок найдёт фонарик, включит радио в ванной и подойдёт к столбу с объявлением о пропаже Чарли Мэтисона-младшего, после чего выйдет в главное меню и проделает эти действия ещё два раза или просто три раза приблизится к столбу.
Все иконки в разделе выбора эпизодов будут заменены объявлениями, а при запуске игры на экране появится надпись: «Я потерялся. Сможешь найти меня?». Игрок окажется во дворе дома Кейт, при этом изображение будет постоянно искажаться и прерываться помехами. Войдя в дом, протагонист начнёт беспорядочно перемещаться между комнатами, пока не попадёт в туалет. При попытке выйти дверь оказывается запертой, после чего в комнату внезапно телепортируется Слендер. Появляется надпись: «Ты мне нравишься. Я хочу поиграть в игру», после чего игрока выбрасывает в главное меню. При повторном запуске игра начинается со слов: «Теперь я́ найду тебя». Игрок снова оказывается в доме Кейт, но на этот раз телепортация не происходит. Спустя какое-то время экран гаснет, и появляется сообщение: «Нашёл тебя».
В следующей сцене Лорен окружена пламенем, Слендермен приближается к ней. В конце концов, Тонкий человек нападает на героиню, проигрывается анимация поимки с наложенным поверх «лица» Слендера объявлением о пропаже Чарли, после чего высвечивается надпись «Ты мёртв». Игрока, как и в прошлый раз, переносит в меню, однако доступными становятся только две опции: «Начать игру» и «Пожалуйста, прекрати это». При выборе первой в течение 10 секунд камера показывает пустое небо, затем на экране вновь появляется анимация поимки игрока Слендерменом с той же фотографией на его лице. При выборе второй опции открывается обычное главное меню игры.

## Разработка и выпуск
Slender: The Arrival была разработана компаниями Parsec Productions и Blue Isle Studios для Microsoft Windows и Mac OS X. Разработчики также рассматривали возможность выпуска игры для платформы Xbox 360 (Xbox Live Arcade), PlayStation 3 (PlayStation Network), Wii U (Nintendo eShop), а также для мобильных устройств и компьютеров с операционной системой Linux. 28 октября 2013 года игра вышла на сервисе цифровой дистрибуции Steam с новым контентом.
1 декабря 2012 года Blue Isle Studios объявила о своем партнёрстве с командой THAC TV (их канал Marble Hornets на YouTube известен своими видеороликами в жанре хоррор). Джозеф Делаж, Тим Саттон и Трой Вагнер написали сценарий для игры. Через три недели вышел трейлер.
9 февраля 2013 года была выпущена публичная бесплатная бета-версия игры для игроков, предварительно заказавших Slender: The Arrival. Также была названа стоимость окончательной версии — 10 долларов.
23 сентября 2014 года игра вышла на игровые консоли PlayStation 3, 24 сентября — на Xbox 360. Версия для консолей была дополнена новым контентом в виде двух глав и новых коллекционных предметов. Он был добавлен в ПК-версию игры под номером 2.0.
24 марта 2015 года была выпущена версия игры для PlayStation 4, а 25 марта — для Xbox One. 22 октября того же года игра стала доступна на консоли Nintendo Wii U.
Версия игры для Nintendo Switch вышла 20 июня 2019 года и была издана самой студией Blue Isle Studios.
13 октября 2021 года была выпущена мобильная версия игры для Android и iOS.
В июле 2023 года, к 10-летию с момента выхода Slender: The Arrival, Blue Isle Studios анонсировала ремастер игры на движке Unreal Engine 5, вышедший 18 октября того же года для ПК, PlayStation 5 и Xbox Series X/S. Помимо графических улучшений и редизайна Слендермена, в обновлённую версию вошла новая глава под названием «Кошмар» (англ. The Nightmare), главным героем которой стал Чарльз Мэтисон-старший.

### Сиквел
Одновременно с ремастером оригинальной игры 27 июля 2023 года было анонсировано её продолжение — S: Lost Chapters. В сиквеле появятся новые механики, локации и противники, в дополнение к таковым из The Arrival. Выход сиквела запланирован на 2026 год.

## Рецензии и награды
| Сводный рейтинг       | Сводный рейтинг |
| Агрегатор             | Оценка          |
| --------------------- | --------------- |
| GameRankings          | 64,67 %         |
| Metacritic            | 65/100          |
| Иноязычные издания    |                 |
| Издание               | Оценка          |
| GameSpot              | 8,5/10          |
| IGN                   | 6,5/10          |
| VideoGamer            | 4/10            |
| CraveOnline           | 8/10            |
| GameFront             | 7,5/10          |
| The Escapist          | [ 28 ]          |
| Vandal Online         | 7,8/10          |
| Русскоязычные издания |                 |
| Издание               | Оценка          |
| Absolute Games        | 65 %            |

Slender: The Arrival получила смешанные отзывы от журналистов. Игру хвалили за саундтрек и напряженную атмосферу, но критиковали за короткую историю и повторяющийся геймплей. Игра получила оценку в 64,67 % на GameRankings и 68 баллов из 100 возможных на Metacritic.
Журнал «The Escapist» оценил игру в 4,5 звезды из 5. VVGtv дал игре 8,8 баллов, хваля графику игры, звук, геймплей (за исключением нескольких элементов), но критикует короткую сюжетную линию. GameSpot оценил проект в 8,5 баллов, назвав её «одной из самых страшных игр за последнее время».
Критик из «VideoGamer» Энди Хэмилтон был разочарован игрой Slender: The Arrival, и оценил её в 4 балла из 10 возможных. Журналист из сайта «The Metro» подверг критике игровой процесс, заявив, что «в первой игре Slender: The Eight Pages было мало реального геймплея; это продолжение не делает ничего, чтобы его разнообразить».
Игра заняла третье место в номинации «Ужасы года» (2013) журнала «Игромания».
Летом 2018 года, благодаря уязвимости в защите Steam Web API, стало известно, что точное количество пользователей сервиса Steam, которые играли в игру хотя бы один раз, составляет 354 224 человека.